# Epiblema junctana
Epiblema junctana es una especie de polilla del género Epiblema, familia Tortricidae.
Fue descrita científicamente por Herrich-Schffer en 1856.
Su envergadura es de 11–18 mm. Las larvas se alimentan de Inula salicina.

## Distribución
Se encuentra en Suecia, Dinamarca, Alemania, Austria, República Checa, Eslovaquia, Polonia, Bulgaria, Rumania, Hungría, Ucrania, Oriente Próximo, Rusia, Kazajistán, Irán, Asia Central y China.